# Kickófalva
Kickófalva vagy Istvánfalva (románul Tețcani) falu Romániában, Moldvában, Neamț megyében.

## Fekvése
Szabófalvától északnyugatra fekvő település.

## Története
Kickófalva nevét a 15. században említették először az oklevelekben.
A település lakossága a 17. században elmenekült, azonban a falu később újratelepült.
A 18.–19. században a leírásokban említették a magyar lakosságú falut.
1890-ben lakosainak többsége még magyar volt, azonban az 1930-as évekre már csak néhányan beszéltek magyarul.
1851-ben 190, 1898-ban 251 többségében magyar lakosa volt. 1992-ben 822 lakosa volt, melyből 812 római katolikus, 9 görögkeleti, 1 görögkatolikus volt.

## Nevezetességek
- Római katolikus fatemplomát 1874-ben szentelték fel Szent István magyar király tiszteletére. Mai templomukat 1926-1946 között építették, Szent Teréz tiszteletére.
- A régi Szent István templomuk  Szent István, Szent Péter és Szent Pál szobrait hosszú évekig egy pincében őrizték, míg az tán az 1990-es évek elején a szobrokból az egykori templom helyén emlékhelyet alakítottak ki.